# 깍두기 (2007년 드라마)
《깍두기》는 2007년 8월 18일부터 2008년 1월 27일까지 방영된 문화방송 주말연속극이다.

## 기획의도
해체되고 있는 현대 가족의 이야기를 재조명해 유쾌하고 따뜻하게 가족의 정과 사랑을 풀어내는 가족드라마

## 등장인물

### 주요 인물
- 김승수 : 정동진 역 - 한모의 장남, 방송국 피디
- 유호정 : 유은호 역 - 승용의 둘째 며느리, 구성작가
- 박신혜 : 장사야 역 - 절에서 자란 천방지축, 금희의 친딸

### 정구만 일가
- 김성겸 : 정구만 역 - 한모의 아버지
- 나문희 : 나달래 역 - 한모의 어머니
- 김세윤 : 정한모 역 - 고등학교 역사 선생님
- 고두심 : 백금희 역 - 한모의 처, 전업주부
- 김흥수 : 정동식 역 - 한모의 차남, 자영업
- 서준영 : 정동민 역 - 한모의 삼남, 고등학생
- 김보경 : 서지해 역 - 동진의 전처, 방송 진행자

### 이승용 일가
- 서인석 : 이승용 역 - 민기, 민도의 아버지, 회사원
- 김자옥 : 최지숙 역 - 민기, 민도의 어머니
- 김정학 : 이민기 역 - 승용의 장남, 호텔 비서실장
- 이민정 : 이민도 역 - 승용의 고명딸, 백조

### 송수남 일가
- 최란 : 송수남 역 - 재영, 재우 모, 호텔 사장
- 박정숙 : 박재영 역 - 민기의 처
- 주상욱 : 박재우 역 - 송여사의 아들, 호텔 기획팀장

### 그 외 인물
- 길용우 : 황상범 역 - 사야의 친아버지
- 안선영 : 양 팀장 역 - 호텔리어
- 김추월 : 큰스님 역
- 차광수 : 장 변호사 역
- 김예령 : 호텔 고객 역
- 전일범 : 호텔 고객 역
- 임지현

### 특별출연
- 소녀시대
- 정영숙 : 상범 모 역 - 상범의 어머니

## 동시간대 드라마
- 황금신부 (SBS)
- 며느리 전성시대 (KBS 2TV)